# Theodore Brunner
Theodore Allan „Theo“ Brunner (* 17. März 1985  in Palo Alto, Kalifornien) ist ein US-amerikanischer Volleyball- und Beachvolleyballspieler.

## Karriere Halle
Brunner wuchs in Ridgefield (Connecticut) auf, wo er an der Ridgefield High School mit dem Volleyball begann. Von 2004 bis 2009 spielte er für die UC Santa Barbara Gauchos. Danach wechselte der Mittelblocker nach Europa und spielte 2009/10 in Griechenland bei PAOK Saloniki. Von 2010 bis 2012 war Brunner bei den italienischen Vereinen Marmi Lanza Verona und CMC Ravenna aktiv. Im Juni 2012 wurde er vom deutschen Bundesligisten Generali Haching verpflichtet. Nachdem im September 2012 bei Brunner ein Herzfehler diagnostiziert wurde, löste Haching seinen Vertrag wieder auf.
Mit der Nationalmannschaft gewann Brunner 2010 den PanAm Cup in Puerto Rico.

## Karriere Beach
Brunner nahm von 2006 bis 2010 mit verschiedenen Partnern an der US-amerikanischen AVP Tour teil. Seit 2013 ist er auch international auf der FIVB World Tour aktiv und spielte mit David McKienzie, Nick Lucena, Olympiasieger Todd Rogers, Casey Jennings sowie John Mayer. Von August 2015 bis März 2016 war Sean Rosenthal Brunners Partner. Danach spielte Brunner mit Billy Allen, 2017 mit Casey Patterson, 2018 mit John Hyden und 2019 mit William Priddy. Mit Chaim Schalk erreichte er 2022 bei der Weltmeisterschaft in Rom das Halbfinale. Seit 2023 ist Trevor Crabb Brunners Partner.